# Яхаба

39°36′21″ пн. ш. 141°8′35″ сх. д. / 39.60583° пн. ш. 141.14306° сх. д.
Яха́ба (яп. 矢巾町, やはばちょう, МФА: [jahaba t͡ɕoː]) — містечко в Японії, в повіті Сіва префектури Івате. Станом на 1 жовтня 2007 площа містечка становила 67,28 км². Станом на 1 вересня 2008 населення містечка становило 27 012 осіб.